# 運命の恋人
『運命の恋人』（うんめいのこいびと）は、宮脇明子による日本の漫画作品、およびそれを原作としたテレビドラマ。

## 漫画
『コーラス』（集英社）にて1995年から1996年にかけて連載された。単行本は1996年にYOUNG YOUコミックスから全2巻で発売され、2004年には番外編「ファミリートゥリー（家系図）」を同時収録した集英社文庫（コミック版 ISBN 978-4086182409）が発売されている。

### ストーリー
本作は、拉致・監禁と、その被害者・加害者の心理をテーマに扱った作品である。
高校に入学した澪生は、友人の誘いで、美形の美術教師・加賀見が顧問を務める美術部に入部する。しかし、加賀見の視線に異様なものを感じ、澪生は不安に駆られていた。そして、ある日ついに、偽って加賀見の自宅に連れ込まれ、地下室に監禁されてしまう。加賀見は澪生を自分の運命の恋人だと言い張り、それを受け入れるまで監禁を続けると宣言するが、そんな言い分は澪生には到底受け入れられない。さまざまな方法で脱出を試みる澪生だったが、時の経過とともに、やがて心境に変化が生じていく……。

### 登場人物
斉藤澪生（さいとう みお）
主人公の少女。高校1年生、15歳。父親は亡くなっており、マンションに母親と妹の3人暮らし。
加賀見準（かがみ じゅん）
澪生たちが通う高校の美術教師。大地主の息子だが、両親は早世し、大きな屋敷に一人暮らし。以前、一度結婚していた。
中井加奈（なかい かな）
澪生の友達で、クラスメート。家出とされていた澪生の失踪に不審感を抱く。
小津和雄（おづ かずお）
澪生たちと同じ美術部員。加賀見の近所に住む。
大場香（おおば かおり）
英語教師。加賀見に気があり、言い寄っている。アダ名は、名前をもじって「大バカ」。
十和子（とわこ）
加賀見の元妻。
山口保（やまぐち たもつ）
澪生のマンションの向かいに住むカメラマン。不審死を遂げる。
辻安兵衛
山口の事件を捜査する刑事。
小津トメ（おづ トメ）
加賀見邸に出入りする家政婦。和雄の祖母。

## テレビドラマ
1997年（平成9年）12月22日・23日にテレビ朝日系列で二夜連続のクリスマス・スペシャルとして放映されたドラマ。放映時間は23:55-24:50。

### キャスト
- 斉藤澪生：夏生ゆうな
- 加賀見準：大浦龍宇一
- 大場香：広岡由里子
- 斉藤保子：もたいまさこ
- 斉藤杏奈：吉野紗香
- 辻安兵衛：田口トモロヲ
- 安岡：野村祐人
- 中井加奈：中村麻美
- 麗子：山崎裕里
- 小津和雄：中村俊介
- 黒木：堀江邦幸
- 林：村島リョウ
- トメさん：原ひさ子
- 山口：緋田康人
- オナペッツ：オナペッツ
- 少年：黒田勇樹

### スタッフ
- 原作：宮脇明子 （集英社『コーラス』1995年 - 1996年連載）
- プロデュース：五十嵐文郎・新井英文・松田敦子
- 脚本・演出：片岡K
- 助監督：井原真治・大日方教史・西川誠也
- 撮影：佐々木秀夫
- 照明：マーク磯野
- VE：島崎靖
- 録音：斉藤裕
- 美術：大庭勇人
- ヘアメイク：村上知久
- 音響効果：成岡知弘
- 制作：テレビ朝日・アミューズ